# Jetstar Asia
Jetstar Asia Airways (code IATA : 3K • code OACI : JSA) est une compagnie aérienne à bas coût basée à Singapour, émanation régionale de la compagnie à bas coût australienne Jetstar Airways. Elle a été fondée en 2004.
Son principal actionnaire est la compagnie australienne Qantas (49 %). Les autres actionnaires sont la société singapourienne Temasek Holdings (19 %), qui appartient au gouvernement de Singapour, et les hommes d'affaires singapouriens Tony Chew (22 %), F. F. Wong (10 %).

## Histoire

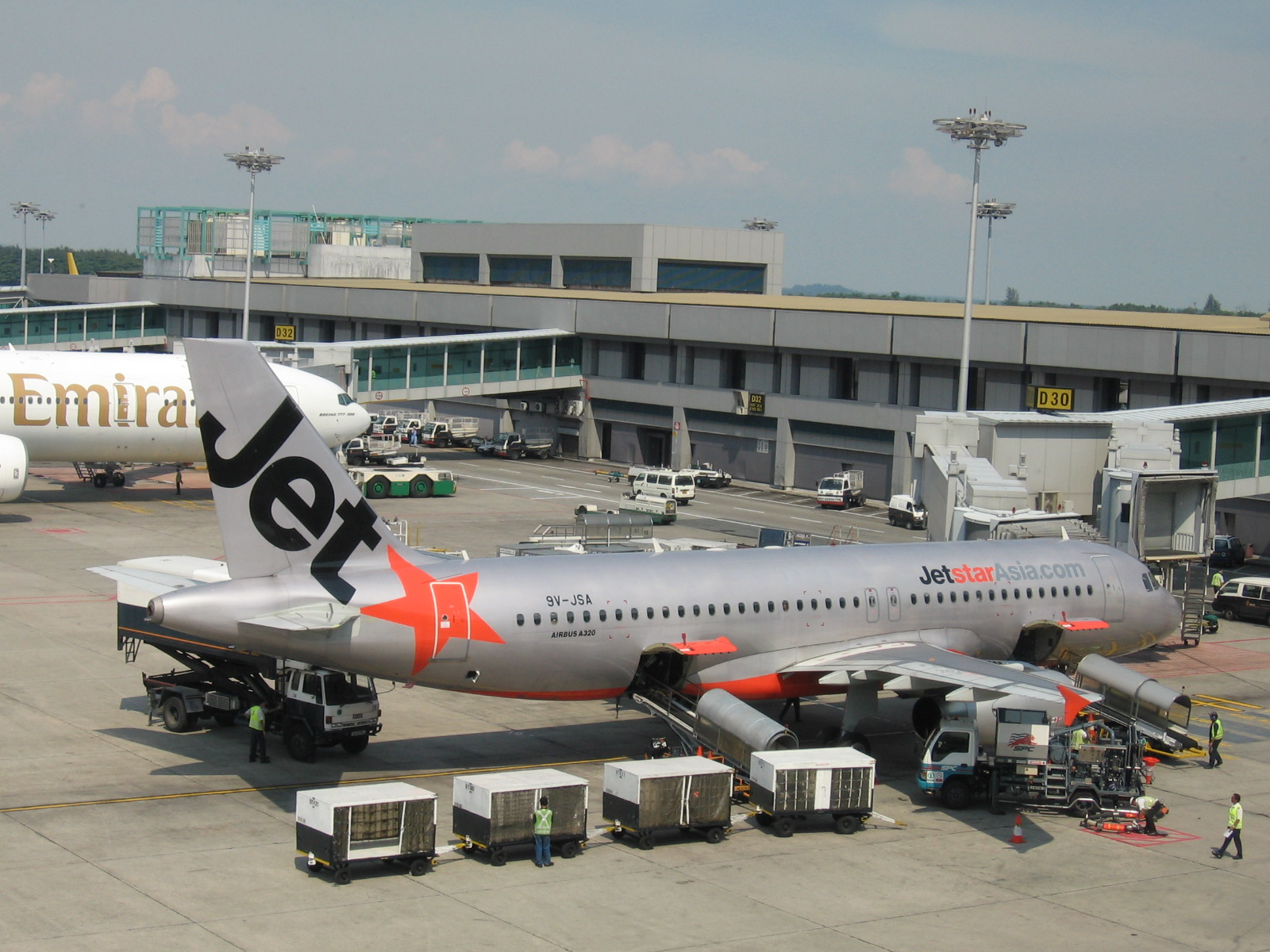
Airbus A320-200 de Jetstar Asia à l'aéroport international Changi de Singapour (2005)

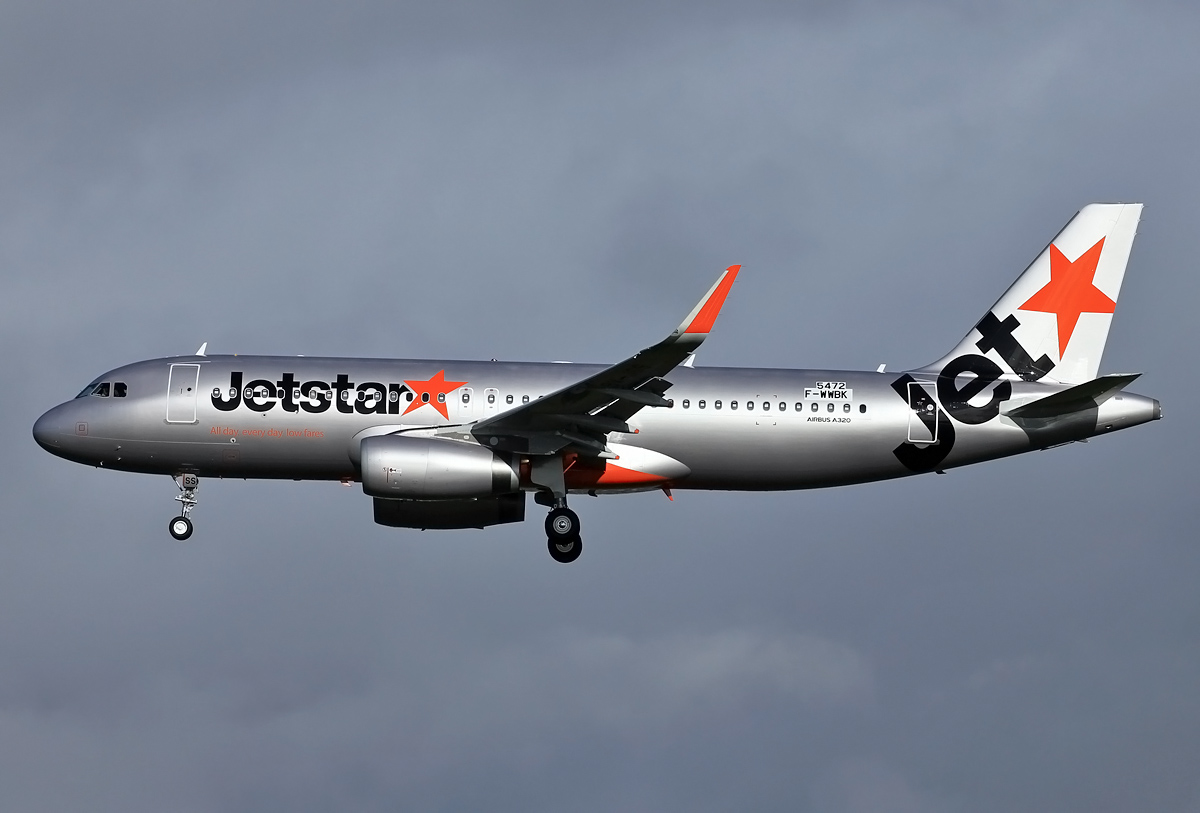
Premier A320 de Jetstar avec Sharklet lors d'un vol d'essai à Toulouse

## Flotte
En octobre 2020, sa flotte est composée de :